# Стандартные состояния
Станда́ртные состоя́ния — в химической термодинамике условно принятые состояния индивидуальных веществ и компонентов растворов при оценке термодинамических величин.
Необходимость введения «стандартных состояний» связана с тем, что термодинамические закономерности не описывают достаточно точно поведение реальных веществ, когда количественной характеристикой служит давление или концентрация. Стандартные состояния выбирают из соображений удобства расчётов, и они могут меняться при переходе от одной задачи к другой.
В стандартных состояниях значения термодинамических величин называют «стандартными» и обозначают нулем в верхнем индексе, например: G0, H0, {\displaystyle \mu }0 — это соответственно стандартные энергия Гиббса, энтальпия, химический потенциал вещества. Вместо давления в термодинамических уравнениях для идеальных газов и растворов используют фугитивность (летучесть), а вместо концентрации — активность.

## Стандартные состояния ИЮПАК
Комиссия по термодинамике международного союза теоретической и прикладной химии (ИЮПАК) определила, что стандартное состояние — это состояние системы, условно выбранное в качестве стандарта для сравнения. Комиссия предложила следующие стандартные состояния веществ:
- Для газовой фазы — это (предполагаемое) состояние химически чистого вещества в газовой фазе под стандартным давлением 100 кПа (до 1982 года — 1 стандартная атмосфера, 101 325 Па, 760 мм ртутного столба), подразумевая наличие свойств идеального газа.
- Для беспримесной фазы, смеси или растворителя в жидком или твёрдом агрегатном состоянии — это состояние химически чистого вещества в жидкой или твёрдой фазе под стандартным давлением.
- Для раствора — это (предполагаемое) состояние растворённого вещества со стандартной моляльностью 1 моль/кг, под стандартным давлением или стандартной концентрации, исходя из условий, что раствор неограниченно разбавлен.
- Для химически чистого вещества — это вещество в чётко определённом агрегатном состоянии под чётко определённым, но произвольным, стандартным давлением.

В определение стандартного состояния ИЮПАК не входит стандартная температура, хотя часто говорят о стандартной температуре, которая равна 25 °C (298,15 К).